# 主八界
主八界（しゅはっかい）は、テーブルトークRPG（TRPG）のデザイナーである菊池たけしの作品世界を包括する宇宙観のことである。きくたけワールドなどと呼ばれることもある。
『セブン＝フォートレス』や『ナイトウィザード』の作者であるきくたけこと菊池たけしは自分が手がけた作品のそれぞれの世界は、一つの壮大な多元宇宙に存在する並行世界同士であるとしている。これらの並行世界は8つもしくは12存在するといわれ、それをまとめて主八界と呼ぶ。主八界は以下の8つの世界が存在している。
- 第一世界「ラース＝フェリア」：『セブン＝フォートレス』の舞台
- 第二世界「エルスゴーラ」
- 第三世界「エル＝ネイシア」：『超女王様伝説 セント★プリンセス』の舞台
- 第四世界「エルクラム」
- 第五世界「エルフレア」：『エイスエンジェル』の舞台
- 第六世界「エルキュリア」
- 第七世界「ラスティアーン」
- 第八世界「ファー・ジ・アース」：『ナイトウィザード』の舞台

主八界に属する世界観を持つ作品同士はリプレイやゲームシナリオの中でクロスオーバーをすることも多い。多数の菊池作品のつながりを理解することで菊池作品をより深く堪能することができるようになっている。
なお、全ての菊池たけし作品が、共通する多元宇宙観でつながっているわけではない。例えば『アリアンロッドRPG』の世界は他の菊池作品とクロスオーバーする設定はない。また『アルシャード』のリプレイには主八界に属する世界の人物が登場しているものがあるが、『アルシャード』など井上純一作品の多元宇宙観であるユグドラシル宇宙とのつながりの有無も公式に明言されていない（外世界の項も参照）。
この項目では主八界だけではなく、主八界をとりまく上位世界である「天界」や下位世界である「冥界」などについてもあわせて紹介する。なお、主八界に上位世界や下位世界を含めた多元宇宙構造は球状をなしており、その形状から「世界珠（せかいじゅ）」とも呼ばれる。（注：三次元的な意味での球状ではなく、各世界の位置関係を並べると球状イメージで表されるという意味である）
なお、この多元宇宙観を管理する神々や敵対者である古代神/魔王などについての詳述は、Wikipedia項目主八界の神々を参照のこと。

## 多元宇宙の歴史
平行世界群である主八界を内包する多元宇宙には詳細な世界創造の神話が設定されている。以下にそれの概略を載せる。個々の世界の歴史については#主八界の節を参照。

### 宇宙の創造
宇宙の源初には世界珠といわれる「空間の素」しかなかったといわれる。そこはなにもかもが混沌とした世界であった。あるとき、その世界珠に超至高神という存在が傷ついた体を休めるための招来した。超至高神は自らが安息の眠りにつける場所を作るため、世界珠にある混沌を封じ込め秩序だった宇宙の構造を作り出した。そうして「天界」「神界」「闇界」「冥界」「精霊界」そして「人間界」が創造されたのである。そして人間界と精霊界にはさらに無数の小世界が作られ、各世界に人間や精霊が生み出された。また、この宇宙創造作業を行う際、超至高神は自らの作業の助けとするために108柱の神々を生み出した。これが後に古代神といわれることになる存在である。

### 古代神戦争
宇宙が完成してよりしばらくして、108柱の古代神たちは宇宙の支配権をめぐり超至高神に対して反乱を起こした。宇宙の創造の実作業に従事したのは108の神々であり、ゆえにこの宇宙を支配するのは超至高神ではなく自分たちであるはずだと主張するようになったのである。超至高神と古代神の戦いは熾烈を極め、超至高神はこの戦いに勝利するために「軍」を作ることにした。超至高神はまず自らの存在の一部を引き裂いて白神と黒神という二柱の神格を生み出しこの戦いを統括する最高司令官とした。白神と黒神はさらに八大神と呼ばれる八柱の神々を生み出し古代神との戦争の将軍役とした。八大神は主八界に住む人間たちと精霊界の精霊たちを率いて古代神の勢力と戦った。このとき、有能な人間や精霊は八大神により亜神としての能力を与えられ戦場で一騎当千の活躍をした。この亜神たちが後に守護者と呼ばれる存在になる。一方、古代神たちもまた「軍」を作り出した。古代神たちは自らを信奉する人間や精霊たちに"混沌の力"を与え。精霊獣や冥魔と言われる眷属を作り出した。

### 終戦
白神と黒神が率いる軍と、古代神たちが率いる軍の戦争は数万年続いた。戦いは膠着し、宇宙そのものが激しく荒廃していった。このままでは全次元が破滅することを恐れた超至高神は、再び自らの存在の一部を引き裂いて、聖竜騎士と呼ばれる八柱の神格を生み出した。聖竜騎士は白神や黒神と違い戦闘能力だけに特化した神格で、聖竜騎士たちの一撃は不死である神々さえも砕いたといわれる。聖竜騎士の投入により戦いは超至高神側の勝利として終結した。開戦から実に10万年後のことである。全ての古代神は様々な世界に眷属とともに封印されてしまった。
しかし、白神、黒神、聖竜騎士の創造に際して自らの存在を引き裂いた超至高神は激しい傷を受けてしまっていた。超至高神は傷を癒すべく、人間界に「央界」という小世界を作り出しそこで悠久の眠りについた。眠りの場所を人間界にした理由は人々の愛や信仰心が超至高神の傷を癒すのに有効だからである。

### 主八界の誕生
その後、宇宙は白黒二神と八大神によって復興した。宇宙の各次元は八大神によって管理されることになった。天界は「天神」が管理し、闇界は「冥神」が管理する、といった具合である。
一方、人間界は一柱の神々が統括して管理するのでなく、小世界ごとに一柱の神々が管理することになった。人間界では古代神戦争での世界崩壊の影響は大きく、いくつもの世界が破壊され、無数にあったと言われる人間界の小世界は8つ（一説には12）しか残らなかった。この残った8つの世界が「主八界」である。
八大神たちは人間界については直接介入することはあまりせず、どちらかといえば天界や闇界などといったより広大な世界の管理の方に集中した。そのため、人間界の実質的な管理は八大神の部下にあたる守護者や守護天使によって行われている。

### 第二次古代神戦争
主八界のそれぞれの世界は別々に歴史を歩んでいき、近年まではそれぞれの世界の住人が交流することはほとんどなかった。しかし、第一世界ラース＝フェリアで起こった「ラース戦役」をきっかけに、複数の世界の勢力が互いに争うようになってくる。これは冥界に封じられし魔王「神王エルオース」が裏で糸を引いていたものであり、その最終目的はエルオースの人間界への復活であった。この野望は水際で防がれたものの、事件の影響で冥界と人間界の間の次元的な境界が弱まってしまい、主八界の全ての世界に対して同時多発的に冥魔の軍勢が攻め寄せるという大事態が発生してしまった。
今や、人間界に住む者たちはその世界の壁を越えて協力し、襲いくる冥魔の軍勢と戦っている。この多元宇宙を巻き込む戦いを、かつての古代神戦争になぞらえて、第二次古代神戦争と呼ぶ。

## 主八界
以下に主八界の概略を載せる。世界の概略については最新の作品の情報を元にしている。なお、『ナイトウィザード』の敵役である侵魔がすむ世界については裏界の項目を別途参考。

### 第一世界ラース＝フェリア
- 主要登場作品 ： 『セブン＝フォートレス』(TRPG)の全シリーズ
- 管理者 : 天神
- 守護者 : ヴァレリア、ジュグラット、スィフラヴ、ティーシャ、ジョシュア、ロンドヴィル、フェザンティ、ライム＝ケーベル（＝ティアナ）
- 守護天使 : クライア、フルクラム、ラプンツェル、ネイティエル、エルフィット、ゴスペル&アスベル、ライキ

いわゆる「剣と魔法のファンタジー世界」ではあるが、神話時代の知識や遺産が多く残っており、また他の世界に比べてケタ違いのプラーナ（生命エネルギー）が内包されている。そのため、それらを狙って世界を支配しようともくろむ「悪の勢力」の活動が絶えない。ラース＝フェリアを手に入れようとした悪の勢力の例としては、冥界や裏界の魔王、復活をもくろむ封印された古代神、古代から生き続ける邪悪な魔術師、異世界の亜神、反逆を犯した守護者などがいる。これら強大な悪の勢力は悪の軍団を組織し、世界中に恐怖と悲鳴をまきちらす。
このようなわけで第一世界ラース＝フェリアは恒常的に世界の危機に見舞われている。歴史上どんな時点をみても、必ず一つ以上の悪の軍団が世界を破滅させようと大規模な活動をしているといってよい。しかし、このような危機に対応するためにそのものの超人的な能力をもった救世主「勇者」が大量に生まれてくる世界でもある（これはこの世界がケタ違いにプラーナが豊富なことに由来する）。
悪の軍団と勇者軍団の世界の命運をかけた戦いが日常的に行われている一方で、勇者的な資質のない一般市民たちは「うわーだめだー」の一言で悪の軍団にゴミ屑のように皆殺しに遭っているというのもラース＝フェリアの特徴である。ゆえに菊池たけしはこの世界を「巨大なパワーがすべてを支配するモラルなきファンタジー世界」呼んでいる。
世界を巻き込む善と悪の大戦争が過去何度も行われた結果、文明の崩壊も何度も体験しているが、大きな犠牲を出しながらもどの戦いも最後は勇者側の勝利に終わっているために決定的な世界の崩壊に至ったことはない。近年では、冥界、精霊界、裏界、第三世界エル＝ネイシア、第五世界エルフレアという五つの世界から同時に攻められる「ラース戦役」という戦いがあったが、リプレイ『ラ・アルメイアの幻砦』の結果、ラース＝フェリアの勇者がラース戦役を勃発させた黒幕である神王エルオースとの戦いで決定的敗北をなしたため、現在、この世界は冥界に沈みつつあるというかつてない世界の危機に見舞われている。またこの戦いの結果、ラース＝フェリアは巨大な結界に覆われ他世界から隔離されたため、ラース＝フェリアにやってきていた他世界の侵攻軍も孤立に陥った。
ラース戦役はなしくずし的に終戦を迎え、他世界の侵攻軍の残留部隊もラース＝フェリアの現地の軍と協力し、冥魔に対抗する連合軍をつくりあげた。その後、フレイス地方を収める冥魔将軍”冥嵐王"ベーグラーが人間たちの軍勢に敗れたことで、フレイス地方が冥界の瘴気から解放された。この結果、他世界からの救援もフレイス地方を拠点として届くようになってきており、リプレイ『シェローティアの空砦』EPISODE 04開始の時点では、人間軍はフォーラ、リーン、フォーチューン、アルセイルの4地方の奪回を果たしている。
詳細はセブン＝フォートレスの項目を参照。

### 第二世界エルスゴーラ
- 主要登場作品 ： 『セブン＝フォートレス メビウス』(TRPG)
- 管理者 : 冥神
- 守護者 : アルフライラ
- 守護天使 : サラムート、ニザミヤ、ウルターシャ。他に六名の上位守護天使がいるとされる。

"鋼騎”を駆る戦士たちの世界。"鋼騎”とは魔法の力で動く巨大ロボット兵器で、人間が載って動かすものである。エルスゴーラはいくつもの国が覇権を競って群雄割拠している世界であり、鋼騎の所持量が国力の大勢を決めている。
第二世界エルスゴーラの管理神である冥神はこの世界を「世界珠を守る戦士たちを育て上げるための世界」としており、そのため、この世界では「試練」と称して冥神により世界の危機が何度も与えられている。有史以来すでに七回もの世界の危機が与えられたが、その試練を乗り切ったエルスゴーラでは、冥神の思惑通りに優秀な戦士たちが誕生してきている。
また、エルスゴーラの中心には至天塔スパンドカナートという天まで届く塔が建っている。「選別の塔」とも呼ばれるこの塔を登り切ったものは、神々の戦士として天界に迎えられることになる。
"鋼騎”は神々の秘儀や超技術の産物であり、エルスゴーラはこのような神代のオーバーテクノロジーがいくつも残っている世界でもある。これもまた冥神の計らいによるものであり、「神々の知識や技術を無闇に人間に与えるのは危険だ」という立場をとる他の七つの世界とは立場を大きく異にしている。

### 第三世界エル＝ネイシア
- 主要登場作品 ： 『超女王様伝説 セント★プリンセス』（読者参加企画）、『セブン＝フォートレス V3』(TRPG)、『セブン＝フォートレス メビウス』(TRPG)
- 管理者 : 地神
- 守護者 : 星王神エルンシャ
- 守護天使 : 新しい聖姫（プレイヤーキャラクターが覚醒することになるため、名前などは設定されていない）

表面的な文化レベルや技術レベルは第一世界ラース＝フェリアに酷似しているが、社会体制が全く異なる。第三世界エル＝ネイシアは守護者である超女王と、守護者の力を受け継ぐ守護天使（聖姫、セント★プリンセス）たちが直接統治を行っていた世界である。亜神たちが身近で現実的な存在であるこの世界の住人たちは亜神たちに対して狂信的なまでに信奉している。その姿は異世界の者から見ると信心というよりもはや依存であり、彼らは強い自我や意志をあまりもたず、ただ亜神たちの命令を聞くことに生きる喜びを感じている。第三世界の住人たちは女王や聖姫より下僕と呼ばれているが、彼らは下僕扱いされることを至上の喜びとし自らもそう称するため、差別的なニュアンスはあまり含まれない。
かつてこの世界は二人の守護者、月女王アンゼロットと陽女王イクスィムによって治められていたのだが、二人の女王が男性の守護者である星王神エルンシャをとりあって地上の統治を怠けたことから地神の怒りを買い、星王神エルンシャはばらばらに砕かれてカケラが地上へ廃棄された。そしてエルンシャのカケラは守護天使である「聖姫」に生まれ変わった。聖姫たちはエルンシャ復活を望むアンゼロットとイクスィムによって取り合いが行われ、地神の思惑に反して地上はより混乱を極め、下僕たちはアンゼロット派とイクスィム派に分かれて大戦争を行うことになったのだが（これを九姫戦争と呼ぶ）、戦争を利用して古代神エルヴィデンスが復活を目論んだことで、両陣営は和解。二人の女王と聖姫たち、そして下僕たちの活躍により多大な犠牲を出しながらもエルヴィデンスに勝利した。戦いの中でアンゼロットとイクスィムも死亡したが、 新しい守護者である超女王セフィスが誕生し、現在のエル＝ネイシアの名目上の最高指導者となっている。
聖姫たちは戦いの後に人間に転生し、彼女らの力の元であったエルンシャのカケラは再び集められ星王神エルンシャは復活した。ただしエルンシャはセフィスと違い地上に直接的な干渉をすることは滅多にない。戦争の後、エルンシャは宰相のセルヴィの求めに従い、第一世界ラース＝フェリアが撒き散らす害悪からエル＝ネイシアを守るための守護天使として、自分の持つ力の一部を有能な下僕たちに分け与えた。これがこの世界の統治者たちでもある神姫（プリンセスまたはプリンス、しかし男性でもプリンセスと呼ばれることが多い）である。神姫たちはかつての聖姫には及ばないものの、下僕たちを導く存在としてコミュニティのリーダー的存在になっている。また、神姫の中には完全にかつての聖姫の力を継承しているものもごく少数だが存在する。なお、人間に転生した初代聖姫たちは、現在でも下僕たちのアイドルとして司祭のような地位にいる。
現在では世界の支配権は人間たちに解放されているが、住人の下僕体質は自立にはほど遠く、人間に転生した元守護者の女王セフィスを最高支配者に仰ぎその元で幸せな下僕生活を送っている。しかしセフィスはまだ幼く、また病気により政治の表舞台にはでていない。ゆえに実質的な最高指導者は宰相のセルヴィ・エンデとなっている、しかしセルヴィは実は古代神エルヴィデンスの転生体であり、完全な復活を果たすべくプラーナを狙って第一世界ラース＝フェリアに戦争を仕掛けている。戦争の大義は「永遠の戦乱で混乱している第一世界はプラーナを無駄に消費している。それにこのまま冥魔などの悪の勢力の手に第一世界が落ちたら、そのプラーナが悪用されあらゆる世界に危機が訪れる。全ての世界の危機を未然に防ぐため、誇り高き第三世界の女王が第一世界を管理し、人々を下僕として支配すべきだ」というものである。セルヴィの正体を知らない下僕や神姫たちはわれ先にとラース＝フェリアへ侵攻している。
第二次古代神戦争勃発後はエル＝ネイシアも冥魔の軍勢に襲われるようになったが、セルヴィは正体を隠しながら下僕たちを巧みに支配し、冥魔への抵抗を内部から邪魔している。これに対抗するため、第八世界ファー・ジ・アースの守護者として転生していたアンゼロットがエル＝ネイシアに帰還。超女王アンゼロットの復活を宣言し下僕たちを集めセルヴィ（名目上はセフィス）に反旗を翻している。二人の女王が激しく対立し、支持者を増やすため下僕人気の高い聖姫を取り合っている現在のエル＝ネイシアは、かつての九姫戦争の再来ともいえるような状況になっている。

### 第四世界エルクラム
- 主要登場作品 ： 『セブン＝フォートレス メビウス』(TRPG)
- 管理者 : 風神
- 守護者 : 不明
- 守護天使 : 不明

"空を飛ぶ船”と精霊術師の世界。この世界は陸地が八割を占めていて海は少ない。代わりに天空にいくつもの浮島があり、古来より人々は「飛行石」といわれる魔法の石を使った飛空船を使って浮島を生存圏としていた。また、風神の加護により風の精霊魔法が発達したことも航空文化の発展に拍車をかけた。
エル＝クラムの特異性は航空文化だけではない。飛空船の中にははるか上空に上ることで、世界の壁をつきやぶり精霊界に突入できるものもある。もちろん、精霊界でも活動可能なような特殊な装甲と、精霊獣などの敵から身を守れるような武装をしているものに限るが。精霊界では飛行石が大量にあり、各国はこぞって精霊界への進出を行っている。なお、理論上は精霊界から別の世界へ行くことも可能で、実際、古代の勇敢な船乗りたちの中にはそうやって異世界交易をしていた者もいるという記録もある。
1992年頃のRPGマガジンにおいて「第四世界は精霊界の力をつかった魔装騎（魔装機ではない）といわれる魔導ロボットが闊歩するワースブレイドのようなファンタジー世界」と紹介されたことがあった。

### 第五世界エルフレア
- 主要登場作品 ： 『エイスエンジェル』（読者参加企画）、『セブン＝フォートレス V3』(TRPG)
- 管理者 : 火神
- 守護者 : 不明
- 守護天使 : 最終天使ルシフェル（現在、唯一天界に戻っている守護天使）

魔法と科学が融合したメカファンタジー風の世界。世界は二つの大陸により成り立っており、そこを4つの国家が支配している。この世界は八大神である火神は世界にほとんど干渉せず、守護者も存在しない（理由は不明）が、火神が地上に遣わした守護天使が世界の監視者として存在している。この世界では神という存在は火神がいわゆる唯一神として認識されており、他の神々や亜神といった存在についてはほとんど知られていない。
火神が遣わす守護天使たちは人間たちには「神の代理人」として深く信仰される存在であったが、かつて地上に出現した冥魔との戦いの際に起こった第一天使の反乱によりその多くが殺されてしまった。その死んだ守護天使たちから生み出されたのが「エンジェルシード」という天使の力の結晶である宝玉で、冥魔が再度表れた際に人類はこのエンジェルシードを適合者に移植して守護天使を人工的に作り出した。それが「人造天使」である。後に4国の一つ、エイサー王国が人造天使を量産化する技術を得て、現在では大量の人造天使軍団が作られ、第五世エルフレアの強大な戦力になっている。
現在は、エイサー王国の宰相ミカエルの提案により、他の国々と協力して第一世界ラース＝フェリアの報復戦争をしかけている状況である。第五世界エルフレアには、第一世界ラース＝フェリアの守護天使がエルフレアの人類を粛清するために攻め入った過去があり、二つの世界の関係は元々微妙なものであったのである。ラース＝フェリアの守護天使がエルフレアに攻め入った真の目的は、量産型人造天使のプロトタイプを作成した「プロジェクトダークシード」の背景に古代神を復活させようとする陰謀があったことにある。量産型人造天使の技術には冥界の力が関わっており強力な「闇の天使」を作り出し古代神の肉体とさせることが第二次人造天使計画の真実だったのである。このことについてはほとんどの人間が知らなかったことであり、陰謀に気づかなかったエイサー王国の落ち度もあることから、それ以上の天使の生産を行われないことが前提に二つの世界の天使同士の戦いは停戦した（すでに製造された大量の人造天使たち自体には悪の心も罪もあるわけではないとラース＝フェリアの守護天使が判断した）。しかし、宰相ミカエルはあるとき意見を翻し、ラース＝フェリアへの復讐を宣言して再び冥界の力を利用して人造天使を作り出したのである。それが現在の量産型人造天使である。ミカエルの変心の理由は宰相ミカエルが古代神と手を組んだことにあるがその真相を知るものは少ない。だが、ミカエルの真意は古代神勢力の天界への侵攻拠点を敢えて用意することで天界と冥界の戦争を長引かせ、両者を疲弊させることによって第五世界の独立を保つことにある。その為ミカエルは冥界側に与してはいるが、操られてはいない。
この報復戦争はエイサー王国以外の国は乗り気ではないのだが、量産型人造天使をもつミカエルに「戦争に協力しないことは世界の敵だ」と言われてしまい攻め込まれることを恐れて、どの国も消極的ながら報復戦争に協力をしており各国から多くの兵が派遣されている。また、量産型人造天使たちにとってミカエルの命令は絶対であり逆らう者はほとんどいない。
第二次古代神戦争が勃発してからは、エイサー王国こそが古代神に与する裏切り者だと知ったものたちにより、反エイサー組織A.E.U.が結成され、エイサー王国と激しく戦いを続けている。そんな状況の中で、ラース戦役の最中に行方不明になっていたラース＝フェリアの指導者の一人、空導王アンブレアス＝ガェアが天界の神々の使徒としてエルフレアに降臨。「近年のエルフレアがこのような不幸な状況に陥ることになったのは、人々が神への信仰を失ったからだ。人々が神への信仰を取り戻せば、神々はこの世界に対して力を貸してくれる」と説き、多くの人間を懐柔し、第三勢力として活動をしている。

### 第六世界エルキュリア
- 主要登場作品 ： 『セブン＝フォートレス メビウス』(TRPG)
- 管理者 : 水神
- 守護者 : マジズワイ13世
- 守護天使 : 不在？（“冥蟹王”カニジェネラルはかつて守護天使だった。他にもいるのかは不明）

世界全体が広大な海に覆われた海洋世界。魔法文明が発達しておりそれを利用した機械なども作られているが、文化レベルは「剣と魔法のファンタジー世界」である。
300年前の大災害により陸地の多くが海に没し、いまや世界の97％～98％が海洋となったこの世界では、わずかに残った陸地に人類はへばりついている。世界には8つの国家が存在するのだが、陸地は今でも少しずつ沈みつつあり、他国の土地を奪わなくては自国はいつかは滅ぶという状況がどこの国でも続いている。もっとも戦力は拮抗しているのか世界大戦が行われることはない。しかし全ての国は軍事力として盛んに「軍艦」を作っている。
「軍艦」とは魔法の力を付与された船のことで、魔法の力で推進し、魔法の力で大砲を撃つ。軍艦同士の戦争では主砲の打ち合いによる殲滅戦になりがちなため、敵の軍艦に艦載機（飛竜といわれるドラゴン）を使って爆撃をかけたり、白兵戦をしかけて敵の軍艦を乗っ取るやり方が好まれる。このとき白兵戦には冒険者が雇われることもある。なお、この世界の冒険者は旧世界の海底遺跡から古代のアーティファクトをサルベージするのも仕事の一つである。
冥界門が海底に出現したことで冥魔勢力の侵攻は抑制されており、一般人はその存在にも気付いていなかったが、偵察に訪れた守護天使カニジェネラルが冥魔に取り込まれ、“冥蟹王”カニジェネラルと化した現状、海底活動可能な冥魔が大量に生み出されている。しかし、一般には単なるクリーチャー被害だと思われているようだ。
最近、この世界で大きな変化が起こりつつある。なんとどの勢力にも属していない海域に、まるで天から降ってきたように突如大陸一つが現れたのである。大地に不足するエルキュリアの人々はこの“堕ちたる地”に我先に艦隊を派遣したが1隻を残して消息を絶った。その後も接近した艦船は大半が撃沈され、生存者の証言も錯綜しており、正体がつかめないまま狙われている。
実は“堕ちたる地”には地上の“褐色の魔神官”勢力と、その直下に存在する冥界門の二種類の勢力が存在している。撃退に留めようとする前者と人類を滅ぼそうとする後者の対応の違いから情報が錯綜する現状が発生している。なお、守護者マジズワイ13世は前者と何らかの密約を交わしており、エルキュリアの人々に“堕ちたる地”に近づかないように忠告している。

### 第七世界ラスティアーン
- 主要登場作品 ： 『セブン＝フォートレス メビウス』(TRPG)
- 管理者 : 自然神
- 守護者 : 不明
- 守護天使 : 不明

主八界の中ではもっとも初期に設定されており、第一世界ラース＝フェリアに類似した雰囲気を持つが、設定としては原型にあたることを想起させる。
第七世界ラスティアーンは「白」の勢力と「黒」の勢力が戦いあう世界で、白の勢力とはファランディウム連邦の名の元に結束した人間やエルフ、ドワーフなどの勢力で、黒の勢力とは冥魔の軍勢である。この二つの勢力は白が大陸の東、黒が大陸の西と勢力圏が完全に分かれており、二つの勢力の境には「神々の大山脈」がはしっていて交通は困難となっている。しかし、それでも山脈を越えて東にやってくる冥魔は絶えず、冥魔が起こす事件は毎週のように起こっている。歴史上において白の勢力は西に大軍勢を送ったことが何度かあるが全て未帰還となっている。
ラスティアーンには一つの秘密がある。それは聖竜騎士の力が封じられているというものである。聖竜騎士は古代神戦争の後に央界を守護しているが、実際にはその危険すぎる戦闘力のほとんどは封印されている。その封印された地が第七世界ラスティアーンなのである。その封印は場所に対してでなくこの世界の人間全員の魂に対して行われた。つまり、ラスティアーンの住人は全員が聖竜騎士の力のごく一部を受け継いでいるのである。その力はほとんどの人間は使うことなく一生を追え、またその力を持ったまま転生を繰り返していくが、ごく稀に聖竜騎士の力をより強く受け継いでいる人間が誕生する。彼らはその聖竜騎士の力を覚醒させて使用することができ、そのような者たちは「竜騎士」と呼ばれ英雄とみなされる。ここ100年近く、竜騎士が数多く誕生しており、白の勢力は竜騎士たちを見つけ出しまとめあげて、黒の勢力に決戦をしかけるつもりだとも言われている。
なお、この世界で使われている魔法形態は『セブン＝フォートレス』において失われた古代文明の魔法といわれる「八神魔法」である。

### 第八世界ファー・ジ・アース
- 主要登場作品 ： 『Dear... ～この歌をあなたに～』（読者参加企画）、『ナイトウィザード』(TRPG)
- 管理者 : 幻夢神
- 守護者 : アンゼロット(代行:赤羽くれは)
- 守護天使 : 「使徒」のキャラクタークラスを持つ一部のプレイヤーキャラクターたち

我々が住む現代地球に酷似した世界。もしくは地球そのものかもしれない世界。「第八世界ファー・ジ・アース」という名前は異世界から見た場合の呼び名で、住人はこの世界を「地球」と呼ぶ。
第八世界ファー・ジ・アースは現在、二つの異世界からの侵略を受けている。侵略者の一つは裏界といわれる異世界よりプラーナ（生命エネルギー）を狙ってやってくる精神寄生体「エミュレイター（侵魔）」。侵略者のもう一つが、宇宙を混沌に返すべく闇界といわれる異世界より招来してくる虚無の怪物「冥魔」である。これら侵略者に対抗するために第八世界の周囲には「世界結界」というものが幻夢神により張られている。
この世界結界とは、結界に包まれた内部の世界の「常識」を決定することができる強固な結界である、例えば「幽霊なんているわけない」と言う常識が結界にプログラムされるとこの結界の内部では幽霊は存在を許されなくなり力ある幽霊でない限り消滅する。幻夢神や守護者はこの結界の力を用い、神々、魔物、魔法などといった「ファンタジーな要素」を否定する常識をプログラミングすることで、異界のバケモノたちからの侵略を防いでいる。この世界結界の力により、仮に異界のバケモノたちによる残忍な殺人事件があったとしても、人々の記憶が修正されてテロだの猟奇犯罪などといった「現実的な理由」が後からくっついてマスコミ報道されるようになったり、殺された被害者の家族や友人の記憶が修正され被害者そのものが「はじめからいなかった」ことになったりする。そのため、この世界の一般的な住人はエミュレイターや冥魔の存在に気づいていない、
ただしこの代償としてこの世界では魔法や精霊などの存在は否定されることになった。もっとも「もしかしているかもしれない」と言う思いが現在の人間にはあるため、魔法や精霊などが完全に否定されたわけではない。ただ、その力が強く制限されてしまっているだけである。魔法使いが魔法などを普通に使おうとしても目撃者が多い街中などでは「魔法を大量の人間に目撃されるのは不自然」なため世界結界が邪魔して魔法が使えなくなる。
そのため、世界結界から否定された魔法使いや超能力者、吸血鬼や人狼などの「いるはずのない者たち」はいざというときに世界結界の中でも魔法や特殊能力が使えるように、月衣（カグヤ）といわれる小さな結界を身にまとう技を身に着けた。月衣の中では一時的にではあるが世界結界の影響を受けなくてすむのである。これは月衣そのものが小型の世界結界であり、その内部にある自身に対して「魔法は存在する」という常識を適用しているからである。このように世界結界に適応した特殊能力者たちを「ウィザード」と呼ぶ。
世界結界はエミュレイターの攻撃を防ぎ続けたが、二十数年前、黒海沿岸に「魔王」と呼ばれる高位のエミュレイター・ルー＝サイファーが現出する「第三天使の喇叭事件」が発生。これにより世界結界は大きなダメージを受け弱体化した。現在ではエミュレイターは月匣（ゲッコウ）と言われる月衣に似た結界を身にまとうことで世界結界を破って侵略してくる。世界結界の中でエミュレイターが多くのプラーナを吸収にその存在力を強めていくと、世界結界はエミュレイターの存在を認めなくてはならなくなり、結界の常識が書き換えられてしまう。そうなるとこの世界はエミュレイターたちの大攻勢を受けてしまうため、潜入したエミュレイターを退治するためにウィザードが毎夜のように人知れず戦っているのである。
200X年にあらゆる願いを叶えるといわれる七つの宝珠を巡る裏界帝国とウィザードの長期間に及ぶ戦い「マジカル・ウォーフェア」が起きる。この戦いは地球を守ろうとする人間たちと、世界を侵略しようとする侵魔たちとの戦いであったのだが、マジカル・ウォーフェアの終盤において、天界の神々の勢力が干渉してくる。神々は第一世界ラース＝フェリアから勃発した第二次古代神戦争が全次元に波及するのに対抗するため、幻夢神を目覚めさせることを目論んでおり、そのために両勢力の戦いを利用した。
幻夢神を目覚めさせることはすなわち世界をリセットすることにつながる。実はファー・ジ・アースという世界は幻夢神が夢を見ることで存在している、いわば夢の中の世界である。裏界という牢獄を夢の果てに閉じ込めるために幻夢神は裏界の周囲に夢の世界を作り出し封印しているのである。その夢の世界こそが現在のファー・ジ・アースである。最終的にウィザードたちは現在のファー・ジ・アースを守るために戦い、幻夢神も人間たちの希望を受け入れ目覚めないことを選んだ。
第二次古代神戦争勃発後、守護者アンゼロットが冥魔に崩されつつある第三世界エル＝ネイシアの防衛に赴くという事態が発生したが、アンゼロットは彼女のもとでエミュレイターと戦っていた赤羽くれはを守護者代行に指名。現在は世界結界の存在や、くれはとルー＝サイファー、ルーと並ぶ有力なエミュレイターであるベール＝ゼファーとの間の暗黙の安全保障協定によって冥魔の侵攻は比較的弱めとなっている。しかし冥魔と手を結ぶエミュレイターや、世界結界の破壊を目論む謎の人物・ノアの出現、そしてエル＝ネイシア戦線の膠着によるアンゼロット不在の長期化によって、状況は予断を許していない。
詳細はナイトウィザードの項目を参照。

### 並行世界
それぞれの主八界には並行世界（パラレルワールド）が存在することも確認されている。並行世界とは、ある時点において別の歴史を歩んだ「ifの世界」である。実際に確認された並行世界には第八世界ファー・ジ・アースの並行世界「ガイア」がある。リプレイ『愚者の楽園 (TRPGリプレイ)』を参照。
なお、主八界同士はきくたけワールドでは平行世界と表記される。しかし、きくたけワールドでの「平行世界」とは完全な異界を示す言葉であり、パラレルワールドという意味ではないので注意が必要である（主八界は人間界という同じカテゴリの中で平行している世界のため、平行世界と表記されている）。

## その他の世界

### 神界
- 管理者 : 天神

白神と黒神が住まう世界。八大神の一柱である天神が管理する。基本的にはこの世界には八大神以上の存在が特別な理由をもたない限り入ることができない。世界珠の階層構造的には神界が最上層にあたる。

### 天界
- 管理者 : 天神

八大神が住まう世界。八大神の一柱である天神が管理する。八大神は基本的には自分が管理する世界に直接住まうことはなく、この天界に居を構える。世界珠の階層構造的には天界は神界の下にある。
天界と神界を合わせて天上界と呼ぶ。もしも、天上界がなんらかの敵に攻撃された場合、各世界の守護者や守護天使は敵を撃退するために天上界にかけつける義務がある。かつて行われた天上界への侵攻としては第五世界エルフレアの「堕天使戦争」において第一天使セラが天界へ行ったものが挙げられる。また、近年でも第一世界ラース＝フェリアを異世界の軍勢が襲った「ラース戦役」の際に、ラース＝フェリアを攻めた異世界の軍勢が天上界にも攻撃してきている。

### 幻夢界
- 管理者 : 幻夢神

精霊界を囲むように存在する世界。"夢見る神"幻夢神によって管理されている。本来は第八世界に張られている「世界結界」のようなものを精霊界全て（つまりその内部にある人間界も含む）に対して張るための世界だったと予測される。
精霊界の下層には闇界/冥界が、上層には天上界がある。このため精霊界の上下を囲む幻夢界の存在は、冥魔の上層世界への侵略を防ぐための防波堤として機能する。特に異世界からの天上界への侵略に対してはさらに強固に守られる。
しかし、幻夢界は近年になってなぜかその効力を大きく減退させており、現在この世界は本来の機能を果たせていない。冥魔が人間界に出現していることや、「堕天使戦争」や「ラース戦役」で下層世界の軍勢の天上界への侵入をあっさり許したりしていることはそのためである。

### 精霊界
神々の世界である天上界と、闇の存在の住まう闇界/冥界の狭間に存在する広大な世界。世界珠の階層構造的にはちょうど真ん中にあたる。精霊界はいわば海のようなものであり、人間界はこの世界に浮かぶ島のようなものである。海が太平洋と大西洋に分けられるように、精霊界も地の精霊界、水の精霊界、火の精霊界、風の精霊界の4つに分けられる。各精霊界は精霊王と呼ばれる守護者によって治められ、住人は精霊たち（下記参照）である。なお、この世界は人間界とは時の流れが違い、精霊界に入るとたった数時間しか滞在していないのに地上に戻ると10年がたっていたなどということも起こりうる。
人間界は精霊界に浮かぶ島のような存在といったが、実はこの島は惑星のように公転し、4つの精霊界の領域を巡りながら一周する。人間界にある「四季」は、現在どの精霊界に世界があるかで決定される。つまり、人間界は4つの精霊界を旅するために、季節は移り変わっていくのである。

#### 精霊界の住人
精霊界には精霊といわれる存在が住まっている。精霊たちは人間と同時に作られた存在で、超至高神の寵愛を受けた種族である。見た目はあまり人間と変わらないが地水火風のいずれかに属性に適応した肉体を持っている。人間界と次元的に接触している世界なため、精霊の中には人間界に移り住む者もいる。エルフなどは比較的人間界によく見られる精霊である。しかし、人間界に興味を持たない精霊の方が多数派であり、彼らは人間界に対しては我関せずの態度をとる。
なお、精霊界には古代神戦争時に古代神が作り出した戦争生物である「精霊獣」も存在する。精霊獣は破壊本能だけの存在だが基本的に自発的にどこかの世界を狙って攻撃を行うことはない。ただし何者かが精霊獣を他世界に召還した場合は、本能に従いその世界を破壊する。
精霊界には海と同じように「深さ」があり、この深度は5層まで分けられている。深い階層になるほど上位の精霊が存在する。ただし最深部である第5層だけは様子を異なっており、ここは精霊獣の中でも凶悪なものを封じる牢獄となっている。第5層の精霊獣が他世界に召還された場合、人間界の文明程度なら一瞬で滅ぼせるらしい。
地の精霊界
- 管理者 : 地神
- 守護者 : 地の精霊王ラサ
- 住人: 地の精霊エルフ

水の精霊界
- 管理者 : 水神
- 守護者 : 水の精霊王クィンティ
- 住人: 水の精霊ウンディーネ

火の精霊界
- 管理者 : 火神
- 守護者 : 火の精霊王カーン
- 住人: 火の精霊サラマンダー

風の精霊界
- 管理者 : 風神
- 守護者 : 風の精霊王リ・ラスィ＝シェフィールド
- 住人: 風の精霊シルフ

### 人間界
精霊界の中に浮島のように存在する小世界群のこと。人間や一部の精霊たちが住む世界である。古代神戦争の結果いくつかの人間界が破壊されたようで、現在では8つ（一説には12）の世界が残っているとされる。人間界の管理は八大神が8つの人間界に個別に担当している。例えば第一世界の担当は天神で、第三世界の担当は地神である。しかし八大神はこの世界に直接干渉はせず、天上界から人間界を見守るのみである。人間界の実質的な管理を行っているのは、八大神に任命された守護者と言われる亜神たちである。
詳細は#主八界の節を参照。

#### 人間界の住人
人間界にすむ主な住人は人間族である。人間族は精霊族ととも古代に作られた種族であり超至高神の寵愛を受けた種族である。主八界によって人間族は異なる文化と文明を持つ。

### 央界
- 管理者 : 超至高神

世界珠の中心部に位置する世界。央界が存在する具体的な位置は精霊界の中央となる。主八界はこの央界を中心に惑星のように精霊界を公転している。
央界は超至高神が作り出した「ゆりかご」で超至高神はこの世界で古代神戦争の傷を癒すため眠りについている。央界の周囲を公転する人間界において人々が愛や信仰心といった「善き思い」を持ったとき、その思いのエネルギーが央界に注がれて超至高神はその傷を少しずつ回復していく。つまり、善き思いを持つ人々が増えていくことで超至高神の目覚めの時期は少しずつ早まっていくのである。
央界の周りには古代神戦争で活躍した聖竜騎士が守りについているが、彼らの力の多くは第七世界に封じられている。

### 裏界
- 管理者 : 幻夢神

第八世界の裏側に存在する特殊な世界。「りかい」と読む。
裏界は第八世界の「本当の姿」である。第八世界は元々は古代神を封じる地として用意された世界で、第八世界には他の世界よりもはるかに多くの古代神が封じられている。いわば第八世界は闇界や冥界と同じ位置づけの世界なのである。
幻夢神はこの世界の封印を強固にすべく、夢の力を使った。幻夢神の見る夢は現実を侵食し夢を現実に、現実を夢へと変えてしまう。幻夢神は第八世界に「人間たちが文明を取り戻し、古代神の脅威などない平和な世界」の夢を顕現させ、本来の第八世界をその夢の裏側にとじこめたのである。その後、この閉じ込められた本来の第八世界を「裏界」と呼ぶようになった。
現在「第八世界ファー・ジ・アース」と言われる世界は幻夢神の夢が作り出した虚構世界である（もっとも幻夢神が夢を見続ける間はその虚構こそが現実なのだが）。第八世界でのみ、世界結界で「常識」が書き換えられるのも、この世界が夢であり、夢ゆえに物理法則や因果を都合良く書き換えることが可能だからだといえる。世界結界が規定する「常識」とは、幻夢神に「どんな夢を見させるか」ということに他ならないのである。
本来の第八世界である裏界は、時空は極度に圧縮され歪曲された空間であり、一定の様態をとっていない。行き来するたびに情景が変わるような世界で非常に不安定である。だがプラーナが枯渇しているために全体的に荒廃した世界であることはかわらず、いわゆる地獄や魔界、黄泉などといった世界のイメージを持つ。
裏界は古代神を閉じ込めるために作られた世界だが、裏界は古代神にとっては解放された世界でもある。幻夢神が夢を見る目的はあくまで古代神を裏界から出さないようにすることであり、よほど凶悪な存在でもない限り、裏界に存在する古代神をさらに封印するというようなことはない。そのため裏界では古代神たちが眷属を作り出し、国を作っている。この眷属こそがエミュレイター（侵魔）といわれる存在であり、裏界を自由に闊歩している古代神たちが魔王といわれる存在である。魔王については主八界の神々#裏界の魔王の項目を参照

#### 裏界の住人
裏界の主要な住人であるエミュレイターの多くは肉体をもたない精神寄生体である。これはこの世界にプラーナが枯渇しており物質的な実体を保てないためである。エミュレイターと同じく古代神の眷属である「冥魔」たちとの違いは混沌の強い影響を受けていないことである。裏界はプラーナこそ枯渇しているが闇界や冥界のように「負のエネルギー」に満ちた世界ではない（冥魔たちはプラーナの代わりにこの「負のエネルギー」で存在を保っている）。
エミュレイターの多くはプラーナを欲している。彼らはプラーナがあればその存在を強固にでき裏界で強い影響力を持てるのだ。そのためにプラーナの豊富な「表の世界」にたびたび潜入する。エミュレイターたちは月匣といわれる結界を張ることで世界結界を潜り抜け「表の世界」に強引に潜入することができる（世界結界は強力な存在に対してより強く働くため、魔王よりも通常の侵魔の方がはるかに表の世界に侵入しやすい）。エミュレイターは表の世界でプラーナを得ることで侵魔はさらに強力になれる。ある程度までプラーナを得たエミュレイターは確固とした肉体を得る。さらにプラーナを得たエミュレイターは複数の肉体（つまり自分の分身）まで作ることができるようになる。
エミュレイターたちはそのプラーナを使って世界結界の常識を書き換えて「表の世界」を自分たちの都合の良い場所にすることもできる。しかし、「表の世界」にいるウィザードたちの活躍により、表の世界が一時的にエミュレイターによって常識が書き換えられたことはあっても、最終的にはエミュレイターは退けられ人間たちの都合の良い常識に戻されてしまっている。ただし、「第三天使の喇叭事件」「マジカルウォーフェア」などの大事件においては、エミュレイター勢力により世界結界が作り出す常識の一部に恒久的な変化を成すことに成功している（そもそもエミュレイターが表の世界に侵入できるようになったのも、「第三天使の喇叭事件」で世界結界がゆらぎ、エミュレイターの存在を世界の常識が完全否定できなくなったためである）。
なお、「エミュレイター」という言葉は、第八世界のウィザードたちは裏界に限らない「異世界からの侵略者」の総称として使用している。

### 闇界
- 管理者 : 冥神

闇界（あんかい）は古代神戦争に敗れた古代神とその眷属（冥魔）たちを封じる牢獄として作られた世界である。そこは静寂と闇、後はわずかな大地がたゆたうのみの世界で、あらゆる事象が意味を失う停滞した世界である。裏界と違って完全な牢獄であり、この世界に封じられている者に自由は存在しない。
世界珠の階層構造的には闇界は冥界のちょうど上層にある。闇界は冥界から混沌が這い出ないようにする蓋の役目も持たされた世界である。さらに闇界の上には幻夢界がおかれ、闇界からの冥魔の脱出を防いでいた。しかし、近年になって幻夢界の機能は失われたため、闇界から冥魔が人間界に出現することが可能になっている。特に現在、第八世界ファー・ジ・アースに闇界の冥魔が出現しつつある。

#### 闇界の住人
闇界の主な住人は冥魔と呼ばれる種族である。冥魔は古代神戦争の際に古代神側についた人間や精霊の成れの果てである。冥魔たちは古代神戦争の時代から混沌の影響を受けていたといわれるが、闇界の下にある冥界から漏れ出した混沌の力が闇界の静寂と交じり合い、冥魔たちの魂を「虚無」へと変えた。
現在、第八世界には闇界の冥魔たちが出現している。彼らは全身に黒い闇をまとった不定形に近い存在で、知性をもっておらずコミュニケーションも一切とれない異質な敵である。これは第一世界に現れる冥界の冥魔たちとも違った特徴をもっており、この差異こそが闇界の「虚無」によるものだと思われる。地上にでた闇界の冥魔たちはその「虚無」の本能に従いあらゆる存在を虚無に帰すべく活動する。

### 冥界
- 管理者 : 冥神

冥界は宇宙の原初の姿である「世界珠」に存在した「邪」、「闇」、「混沌」などの負の存在を封じるために作られた世界である。古代神戦争の後は古代神がこの「混沌」の力で冥魔という眷属を作り出した。また、古代神が変節し反乱を起こしたのも「混沌」の影響を受けたためという説がある。
古代神戦争の後は最強レベルの古代神とその眷属（冥魔）たちは闇界ではなく冥界に封じられた。ここに封じ込められた古代神は他の世界に封じられた古代神とは格が異なる者たちである。しかし、この世界にもともと封じ込められている「闇」や「混沌」などの負の存在はその古代神よりもさらに強力で、ここに封じ込められる古代神の多くは「負の力」に飲まれて消滅した。冥界は古代神の牢獄というより不死レベルの古代神を滅ぼすための処刑場として利用されたのである。しかし古代神の中には逆に「負の力」を取り込み、冥界の中でさらに強大な存在に生まれ変わった者も存在する。
世界珠の階層構造的には最下層にある。封印は強固でそう簡単に冥界に封じられた者は脱出できない。しかし、魔法的事故や邪悪な儀式などにより「クリーチャーホール」といわれる冥界への穴が人間界に開くことがあり、そうなればそこから冥界の冥魔が這い出してきて地上に破壊をもたらすことがある。ただし、その場合でも這い出してくるのは冥魔が中心で古代神などがそこから這い出てくることはまずない。強力な存在は基本的にはより強固な封印がされているため、膨大な魔力を使ったり、冥界そのものが解放されるようなことが起こらなくては封印が解けることはない。
しかし現在、第一世界ラース＝フェリアがかつてないほどの冥界の猛攻を受けており、世界そのものが冥界に沈みつつある。ラース＝フェリアを通じた冥界そのものの解放という全宇宙の危機が現実味をおびてきている。
なお、第一世界ラース＝フェリアでは冥界からやってきた強力な存在を魔王と呼ぶ。詳細は主八界の神々#冥界の魔王の節を参照

#### 冥界の住人
冥界の主な住人は闇界と同じく冥魔と呼ばれる古代神の眷属である。とはいえ、古代神戦争の頃から生き残っている者は少なく、多くはより強力な冥魔によって冥界で新たに作り出されたしもべたちである。
冥界の冥魔はザコレベルであってもデーモン（冥界の騎士）などの強力な存在ばかりである。彼らは冥界の混沌に飲み込まれずに適応できた存在である。プラーナがないであろう冥界において彼らは混沌の力を使って絶大な力を発揮する。そのため人間界のプラーナを得て強力になれる裏界の侵魔とは逆に、冥界の瘴気のない人間界では力が制限されることがある（逆に周囲を瘴気を満たせば人間界でも自由に行動しやすくなる）。

### 外世界
主八界や冥界、天上界などによって構成される「世界珠」は球状の内部にある多元宇宙である。「世界珠」の外側に何があるかは語られない。しかし、超至高神は世界珠の外からやってきた存在である。このことから世界珠の「外」にもまた別の世界があるという解釈がある。
世界珠の「外」が確認された事例として、第一世界に起こった「星降る夜の王事件」がある。この事件のときに現れた魔王「エンディヴィエ」は超至高神と同じく世界珠の「外」から来訪した存在であることが判明している。また、『アルシャード』リプレイ「スルトの剣」で第八世界のウィザードである柊蓮司が『アルシャード』の舞台であるミッドガルドへと召喚されている。世界珠とユグドラシル宇宙との関連は公式に明言されていないが、世界珠の「外」からの召喚を受けたと解釈することも可能である。